# Oliver Stone
William Oliver Stone (n. 15 septembrie 1946, New York City, New York, SUA) este un regizor american. Scrie scenarii, dar este și producător al filmelor pe care le regizează. 

## Biografie
Oliver Stone a absolvit The Hill School în 1964 și a fost admis la Universitatea Yale , dar a plecat în iunie 1965, la vârsta de 18 ani,  pentru a preda elevilor de liceu limba engleză timp de șase luni la Institutul Pacific Liber din Saigon , Vietnamul de Sud. În anul 1967 se înrolează în armata americană și luptă în Vietnam. A fost rănit de două ori și a fost decorat. La întoarcerea din război își termină studiile dându-și diploma la Universitatea din New York.

## Activitatea artistică
În anul 1974 își face debutul regizoral cu filmul Teroare (Seizure). A continuat regizând trei fimle care tratează explicit experiențele sale din Vietnam, Plutonul, Născut pe 4 Iulie și Cer și pământ.
A devenit celebru cu un serial despre Războiul din Vietnam, la începutul anilor '90, la care el însuși a participat, ca soldat. Pentru acest film a câștigat trei premii, iar filmele sale au intrat în vizorul criticii pentru temele controversate alese. Primul premiu al Academiei Americane de film l-a câștigat pentru Midnight Express (1978). A fost descris la început de către presa de specialitate ca fiind unul dintre cei mai dedicați regizori din Cinema-ul american.

## Filmografie (regizor)
- Plutonul, 1986
- Wall Street, 1987
- Născut pe 4 iulie, 1989
- JFK, 1991
- Natural Born Killers, 1994
- Duminica, pierzi sau câștigi, 1996
- Persona Non Grata, 2003
- Alexandru, 2004 - și scenarist, producător
- World Trade Center: Urmele supraviețuitorilor, 2006 - și producător
- W., 2008
- Wall Street: Banii sunt făcuți să circule, 2010
- dezvăluirea ucrainei（2019）